# Associación Cultural y Deportiva Scholem Aleijem
O Associación Cultural y Deportiva Scholem Aleijem,  é um clube poliesportivo argentino com destaque para o voleibol da cidade de  Buenos Aires. O time masculino  foi campeão nacional e medalhista de prata no Campeonato Sul-Americano de Clubes.

## Histórico
A fundação do clube remonta desde 1923 por imigrantes judeus com ideologia socialista, progressista e antissionista, sendo chamando de Biblioteca Popular Israelita. A nomenclatura atual  "Scholem"  foi dado em virtude do escritor iídiche Scholem Aleichem, pseudônimo de Solomon Ravinovich, nascido em 18 de fevereiro de 1850 em Poltava, dedicou-se a livros, conferências, debates e também esportes, o clube contou -há alguns anos- com a presença de Osvaldo Dragún e Luis Svartzman quando começaram a trabalhar no teatro. Pessoas de diferentes religiões ou ideologias e até muitos casais mistos vêm à instituição.
O Julio Barnator,  ex-vice-presidente da instituição, relatou que no mês de novembro de 1923, Buenos Aires, estava lotada de imigrantes europeus que vinham de barco para fugir da perseguição, ocasionou que os cortiços, cheios de estrangeiros que não falavam a mesma língua. Os judeus do leste europeu chegaram à Argentina fugindo do sofrimento dos "pogroms" em velhos navios ultramarinos, e começaram a se instalar na área de Villa Crespo e La Paternal, com suas fábricas têxteis e carpintarias.
É neste momento que surge a necessidade de criar um ponto de encontro para todos os judeus que vieram com visões de progresso, e uma organização mútua para gerir a vinda de familiares dos seus países de origem. É aqui que nasceu a biblioteca operária judaica “Af Vaiter”, cuja tradução do iídiche, língua predominante, é “para o futuro”.
Nos primeiros anos, a instituição estava localizada na Calle 12 de Octubre, e aos poucos foi crescendo. “Nada foi dado de presente, tudo custou suor e lágrimas”,  como relatou um morador chamado Julio e 77 anos em sua casa em Villa del Parque e que continua cuidando de alguns assuntos da entidade.
Em 1942, os filhos dos fundadores incorporaram o esporte e a atual sede foi comprada, e mudou de nome: "Casa Cultural Scholem Aleichem", em homenagem ao escritor russo Samuel Rabinovich, que usava esse pseudônimo para assinar seus contos humorísticos de 1900. Em 1965, já com uma equipe de basquetebol que "jogava clássicos em pleno campo com o Club Ferro Carril Oeste, onde de vez em quando  tinha intervenção policial, depois, ocorreu a fus]ao com o "Centro Recreativo Almafuerte", situada em Ezeiza, passando a ser chamado de  "Associación Cultural y Deportiva Scholem Aleichem”.
A democracia chegou à Argentina e logo o futebol à sede do La Paternal, pois desde 1984 participa da Faccma, instituição que reúne os clubes judeus. Alguns anos depois, já em 2002, coroando uma trajetória de muitos anos em torneios de diversas modalidades, foi firmado um convênio com a cidade de Rojas e a equipe de vôlei do clube sagrou-se campeã do torneio argentino, sob o nome de “Rojas Scholem”, por causa da fusão com Sportivo Rojas, sagrando-se campeão nacional de 2001-02, contando com o jogador Hugo Conte, o "oitavo melhor jogador da história do vôlei mundial". Fundido com Peretz de Villa Lynch e o Instituto Sarmiento de Villa Crespo, o Sholem Buenos Aires forma uma instituição que se apresenta como laica, humanista, progressista, antifascista e antidiscriminatória.
Há alguns anos se fundiu com outras duas instituições e desde então é a sede esportiva do Sholem Buenos Aires que reúne o clube de La Paternal, o Instituto Sarmiento de Villa Crespo e os Peretz de Villa Lynch. Além disso, conta com um complexo em Ezeiza e outro em Mercedes, onde durante o verão oferecem atividades para os mais novos, com propostas de diversas naturezas: educativas, culturais, esportivas e recreativas.
Em sua sede em Maturín desenvolve atividades esportivas e uma longa lista de atividades. Dentro do treinamento existe um espaço de iniciação esportiva, onde são ensinados os fundamentos básicos do esporte. Na área de lazer, oferece caminhadas, passeios de bicicleta, oficinas de aeróbica e relaxamento, além de basquete, futebol e vôlei para adultos, tendo competição, xadrez, futsal e futebol de campo, basquete e vôlei. Pelo clube passaram grandes jogadores de vôlei e basquete, como: Hugo Conte, Waldo Kantor ou Daniel Jacubovich, atual jornalista de basquete.

## Títulos conquistados
0 Campeonato Sul-Americano de Clubes
- Vice-campeão:1976[3]

 1 Liga Sul-Americana de Clubes Campeões
- Campeão:2002[4]

 1 Campeonato Argentino A1
- Campeão:2001-02